# 土曜は見っと!
『土曜は見っと！』（どようはみっと！）は、1994年から2000年3月まで岩手めんこいテレビで土曜日に放送されていた情報番組。略称は「土見っと」（どみっと）。

## 概要
同局がはじめて取り組んだ情報番組。スタジオは無く、番組全体が県内各地からの生中継。アーティスト系のゲストを毎回のように迎え、バラエティ的な切り口で放送された。
全体的に企業や店舗のインフォマーシャルやパブリシティ（タイアップ）を主体とした内容で、これは現在放送中の「サタデーファンキーズ」まで受け継がれている。

## 出演者
- 横山義則、熊谷麻衣子、（一時期）秋田実希、戸塚真希子（マッキー戸塚）

## 放送時間
- 土曜 13:00 - 13:30 （一時期12:55 - ）。番組末期では13:30 - 14:00。
- また、年に数回1時間のスペシャル版を放送していた。

## 主なコーナー
- JA-POP、JA-POP Returns（音楽ランキング）
- 電話クイズ（その日の番組内容に関するクイズを出題。正解者には1万円をプレゼント）
- マッキー戸塚の土見っと!ツアー

| 岩手めんこいテレビ 土曜日の情報番組 | 岩手めんこいテレビ 土曜日の情報番組 | 岩手めんこいテレビ 土曜日の情報番組 |
| 前番組                              | 番組名                              | 次番組                              |
| ----------------------------------- | ----------------------------------- | ----------------------------------- |
| -                                   | 土曜は見っと!                       | ピンクのしっぽ                      |